# Diocese de Thunder Bay
A Diocese de Thunder Bay (Dioecesis Sinus Tonitralis) é uma diocese localizada na cidade de Thunder Bay, na província de Ontário, pertencente a Arquidiocese de Toronto no Canadá. Foi fundada em 1952 pelo Papa Pio XII. Com uma população católica de 85.670 habitantes, sendo 30,7% da população total, possui 47 paróquias com dados de 2018.

## História
Em 29 de abril de 1952 o Papa Pio XII cria a Diocese de Fort William a partir dos territórios da Arquidiocese de Saint-Boniface e da Diocese de Sault Sainte Marie. Em 1970 a Diocese de Fort William tem seu nome alteado para a atual Diocese de Thunder Bay.

## Lista de bispos
A seguir uma lista de bispos desde a criação da diocese em 1952.
|                       | Nome                    | Período     | Notas                             |
| Bispos                | Bispos                  | Bispos      | Bispos                            |
| --------------------- | ----------------------- | ----------- | --------------------------------- |
| 5º                    | Alan Campeau            | 2025-       | Atual                             |
| 4º                    | Frederick Joseph Colli  | 1999 - 2024 | Bispo emérito                     |
| 3º                    | Frederick Bernard Henry | 1995 - 1998 | Nomeado bispo de Calgary          |
| 2º                    | John Aloysius O'Mara    | 1976 - 1994 | Nomeado bispo de Saint Catharines |
| 1º                    | Norman Joseph Gallagher | 1970 - 1975 | Faleceu no cargo                  |
| Bispo de Fort William |                         |             |                                   |
| 1º                    | Edward Quentin Jennings | 1952 - 1969 |                                   |